# Arrondissement de Suse
Pour les articles homonymes, voir Suse.
L'arrondissement de Suse est une ancienne subdivision administrative française du département du Pô créée le 11 septembre 1802 dans le cadre de la nouvelle organisation administrative mise en place par Napoléon Ier en Italie, et supprimée le 11 avril 1814, après la chute de l'Empire.

## Composition
L'arrondissement de Suse comprenait les cantons de Avigliana, Bardonèche, Buflolino, Cesana Torinese, Giaveno, Oulx, Suse et Villar Almese.